# Amansari
Amansari is een bestuurslaag in het regentschap Karawang van de provincie West-Java, Indonesië. Amansari telt 9195 inwoners (volkstelling 2010).